# Vicente de Sucre
Vicente Vitto Luis Ramón de Sucre Pardo y García de Urbaneja (Cumaná, provincia de Cumaná, Imperio español, 23 de julio de 1761-Cumaná, Provincia de Cumaná, Departamento del Orinoco, Gran Colombia, 1824) fue un político y militar español y luego venezolano.
Hijo del coronel cubano Antonio Mauricio Sucre Pardo y Trelles y de la cumanesa Josefa Margarita García de Urbaneja Sánchez de Torres. Descendiente directo de Carlos Adrian de Sucre y D'Yves (1637/1641-1712), marqués de Preux, y nieto de Carlos Francisco de Sucre Garrido y Pardo (1689-1746), gobernador de Cartagena de Indias y capitán general de Cuba. En 1779 la familia se trasladó a Cumaná para que su padre sirviera como gobernador de la provincia homónima. 
Se casó en 1782 con María Manuela Alcalá y Sánchez Ramírez de Arellano (1767-1802) y en 1803 con Narcisa Márquez de Valenzuela y Alcalá (1781-1862). Desde su primer matrimonio tuvo tres hijas y seis hijos, incluidos el mariscal Antonio José (1795-1830); Vicente (n. 1791) y María Magdalena (n. 1800), ambos murieron cuando José Tomás Boves (1782-1814) saqueó Cumaná tras la batalla de El Salado, el 16 de octubre de 1814; y Pedro (n. 1793), fue capturado tras la Segunda Batalla de La Puerta y fusilado por Boves en La Victoria, el 15 de junio de 1814. Para su segundo matrimonio tuvo once hijos: cuatro varones y siete féminas. Su primogénito, José María, nació en 1783 y murió en 1855; su benjamina, María del Rosario, nació en 1818 y murió en 1908. Alcanzó el grado de teniente coronel en la Guerra de Independencia de Venezuela.